# Alauca

Alauca é uma cidade hondurenha do departamento de El Paraíso.